# Grand-Reng
Grand-Reng is een dorp in de Belgische provincie Henegouwen, en een deelgemeente van de Waalse stad Erquelinnes.
Grand-Reng was een zelfstandige gemeente, tot die bij de gemeentelijke herindeling van 1977 toegevoegd werd aan de gemeente Erquelinnes.

## Demografische ontwikkeling
- Bronnen:NIS, Opm:1831 tot en met 1970=volkstellingen, 1976= inwoneraantal op 31 december

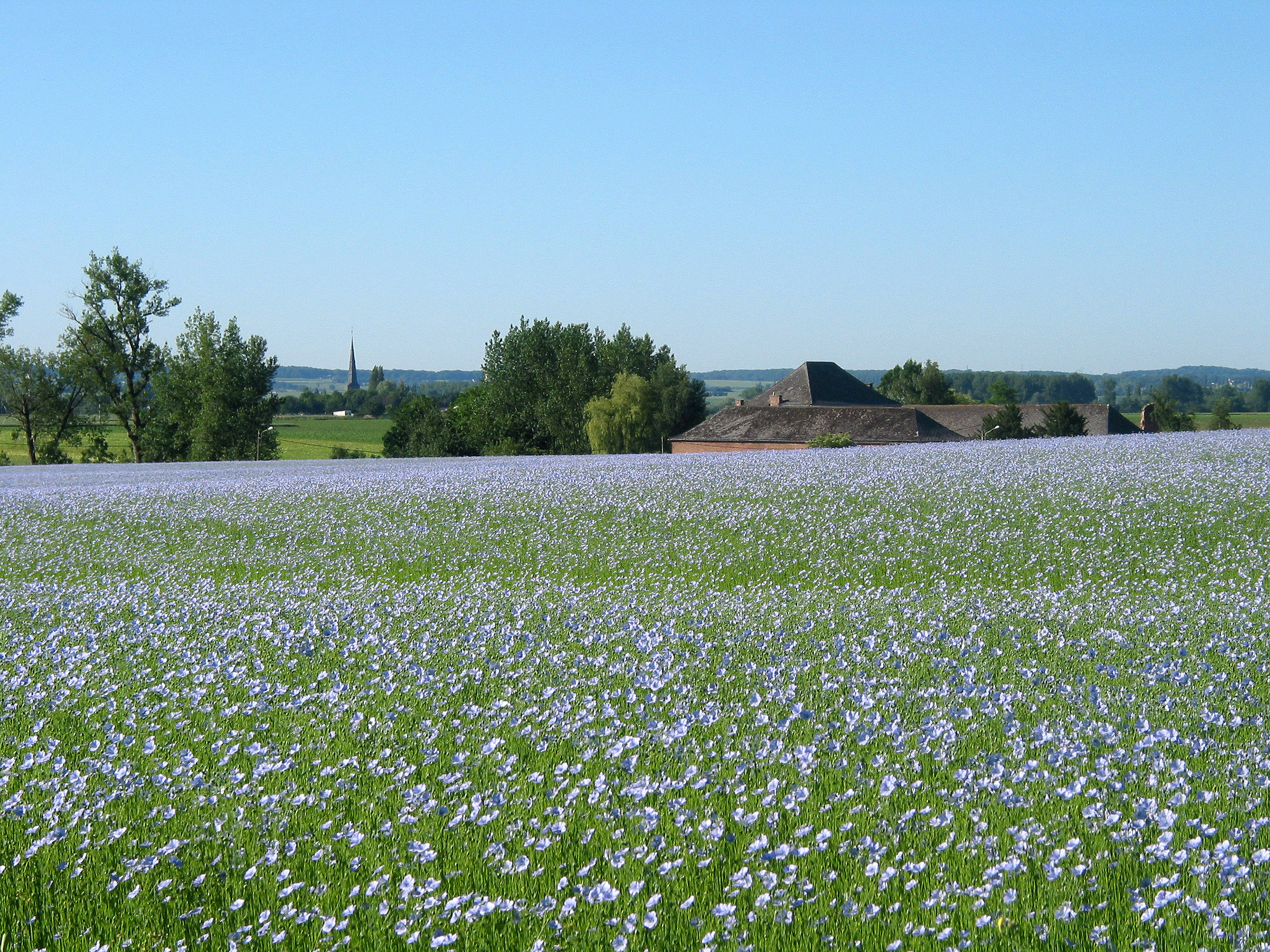
Vlas.
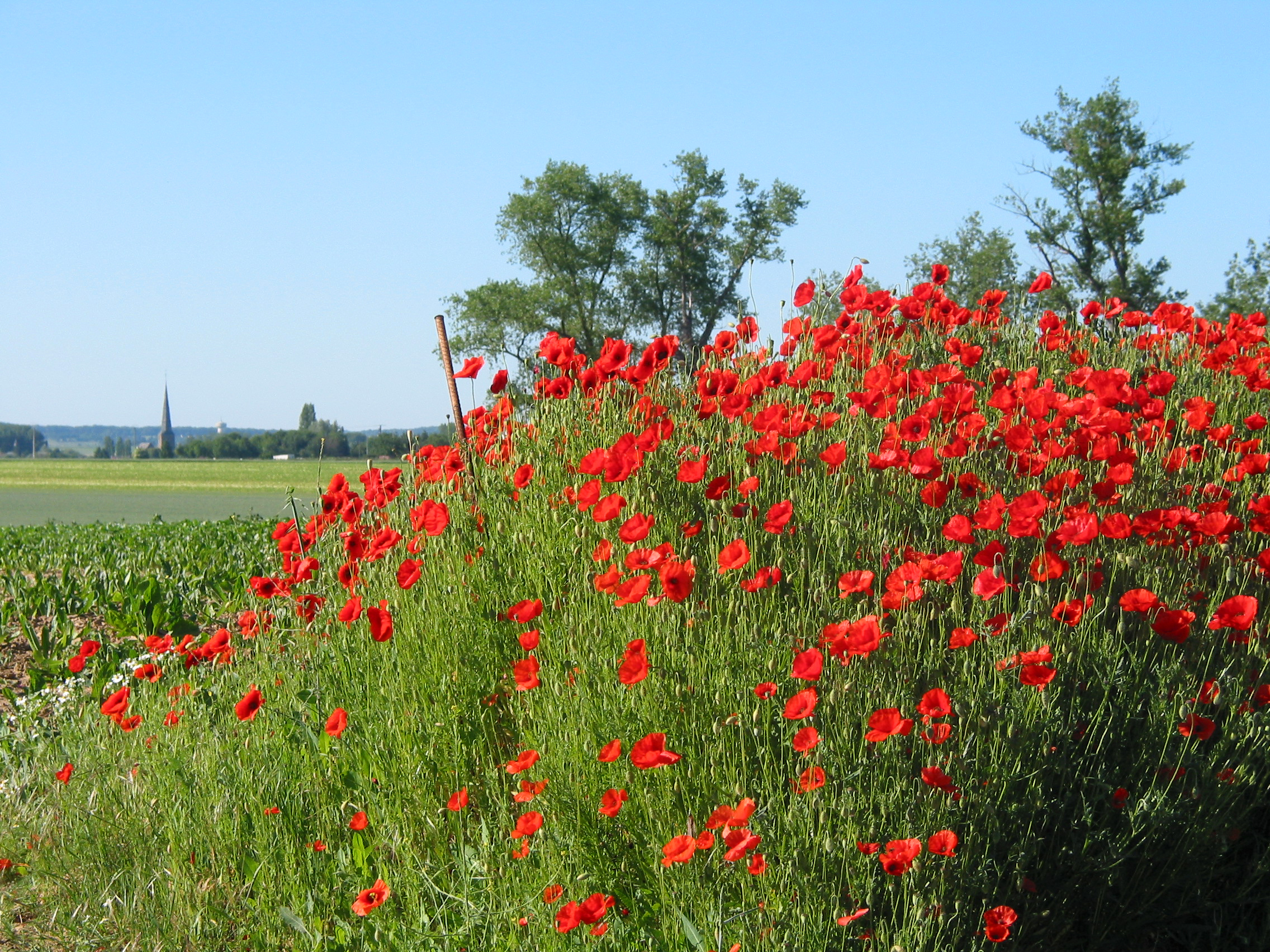
Grote klaproos.